# Guillaume de Prusse (1783-1851)
Pour les articles homonymes, voir Guillaume de Prusse (homonymie).
Guillaume de Prusse, né le 3 juillet 1783 à Berlin et mort le 28 septembre 1851 dans la même ville, est un général de cavalerie de l'armée prussienne.

## Biographie
Il est le quatrième fils du roi Frédéric-Guillaume II de Prusse et de Frédérique de Hesse-Darmstadt, fille du landgrave Louis IX. Il sert depuis 1799 dans la garde et combat en 1806 à la tête d'une brigade de cavalerie à Auerstaedt (bataille "jumelle" de celle d'Iéna). En 1814, pendant la Campagne de France, il fixe son quartier général près de Metz, au Château d'Urville. 
Guillaume de Prusse épousa en 1804 sa cousine Marie-Anne-Amélie de Hesse-Hombourg (dite Marianne de Prusse), fille de Frédéric V, landgrave de Hesse-Homburg (1785-1846) et de Caroline de Hesse-Darmstadt (1746 -1821 ; fille du landgrave Louis IX et de Caroline de Palatinat-Deux-Ponts-Birkenfeld). Guillaume est nommé gouverneur de la forteresse de Mayence pour 5 années en 1824, puis de 1834 à 1839 et enfin de 1849 à sa mort.
Huit enfants sont issus de cette union dont quatre seulement parvinrent à l'âge adulte :
- Frédérique  (1805-1806)
- Irène       (1806-1806)
- Tassilo     (1811-1813)
- Adalbert    (1811-1873)
- Tassilo     (1813-1814)
- Élisabeth   (1815-1885), en 1839 elle épousa Charles de Hesse-Darmstadt (1809-1877), frère du grand-duc Louis III, et fut la mère du grand-duc Louis IV,
- Waldemar    (1817-1849)
- Marie (1825-1889), en 1842 elle épousa le roi Maximilien II de Bavière (1811-1864) et fut la mère des rois Louis II et Othon Ier de Bavière